# Petrus-Kirche (Ostrhauderfehn)

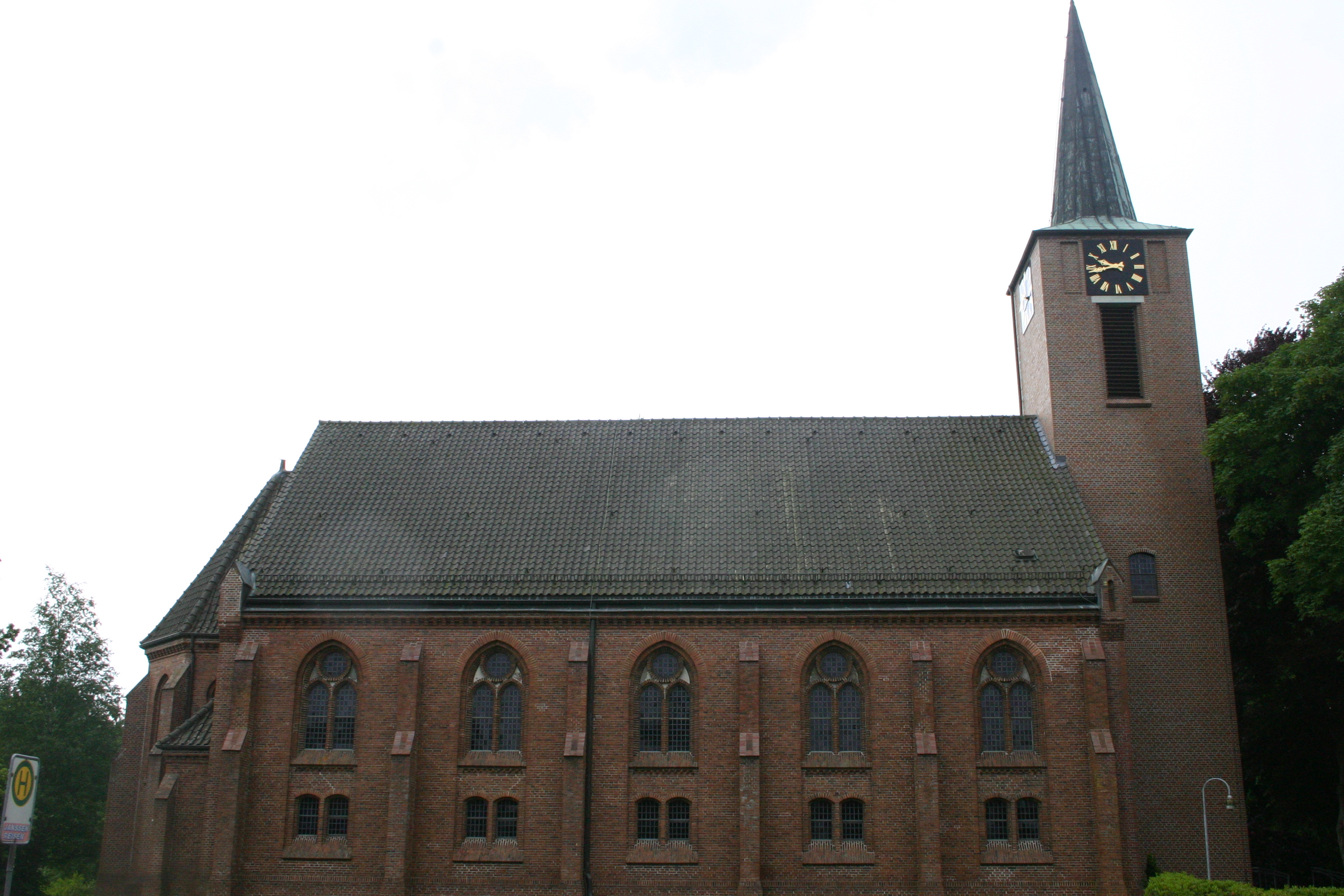
Petrus-Kirche

Die evangelisch-lutherische Petrus-Kirche steht in Ostrhauderfehn, dem Hauptort der gleichnamigen ostfriesischen Gemeinde.

## Geschichte

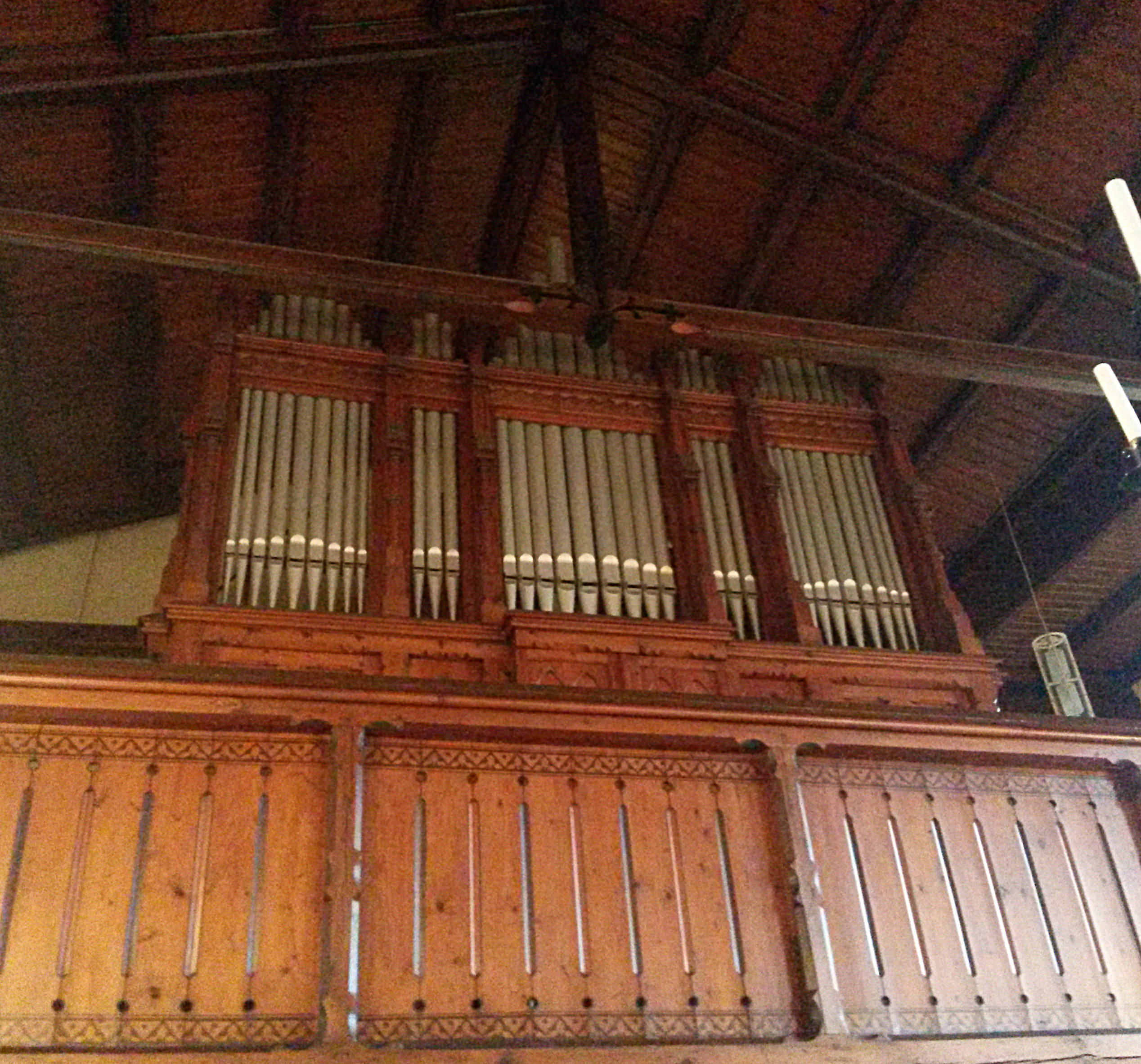
Orgel von Johann Diepenbrock (1896)

Der Ort Ostrhauderfehn entstand, nachdem im Jahre 1765 fünf Kaufleute ein Gesuch an König Friedrich II. von Preußen gerichtet hatten. Sie baten um die Überlassung der Hochmoorfläche im nördlichen Overledingerland, um hier ein neues Fehn anzulegen. Am 19. April 1769 erhielten sie die Zustimmung für das schon begonnene Vorhaben. Kirchlich gehörten die ersten Siedler des damals so genannten Rhauder Osterfehn wie auch das Rhauder Westerfehn zu Rhaude, ehe 1829 die Kirchengemeinde Westrhauderfehn gegründet wurde, der Ostrhauderfehn zugewiesen wurde. 1833 wurde ein Friedhof in Ostrhauderfehn angelegt, 1889 schließlich eine eigene Kirchengemeinde gegründet.
Im Jahr 1892 erwarb die Gemeinde ein geeignetes Grundstück am Kreuzungspunkt 1. Ostwieke und 2. Süderwieke, wenig später begann der Bau einer Pastorei und ab 1894 der Bau der Kirche. Der Bau erfolgte offensichtlich unter Leitung des hannoverschen Konsistorialbaumeisters Conrad Wilhelm Hase und weist deshalb in der Gestaltung der Außenfassade und in der Innenraumgestaltung eine deutliche Ähnlichkeit mit der Christus-Kirche (Hollen) und zahlreichen Kirchen im Raum Hannover, im Schaumburger Land und der Lüneburger Heide auf, so z. B. mit der St.-Jakobi-Kirche in Wietzendorf oder der St.-Nicolai-Kirche (Hagenburg). Die Baukosten wurden durch ein Gnadengeschenk des Kaisers Wilhelm II. sowie durch Spenden, Kollekten, eine Anleihe und eine in ganz Ostfriesland durchgeführte Haussammlung aufgebracht. Im November 1896 wurde die Kirche geweiht. Sie erhielt im selben Jahr eine neue Orgel von Johann Diepenbrock, die weitgehend erhalten ist und 2022–2024 von Jörg Bente restauriert wurde.
Während des Zweiten Weltkrieges wurde die Kirche schwer beschädigt, als deutsche Soldaten im April 1945 den Turm sprengten. Dabei wurde auch das Schiff in Mitleidenschaft gezogen. Erst im Jahre 1948 konnten hier wieder Gottesdienste gefeiert werden. Im Jahre 1955 wurde der Turm wiedererrichtet und mit einem neuen Glockenspiel versehen. Im Jahre 1992 wurde die Kirche umfassend renoviert und nach Fertigstellung nach dem Apostel Petrus benannt.